# Empis borisovae
Empis borisovae är en tvåvingeart som beskrevs av Igor Shamshev 2002. Empis borisovae ingår i släktet Empis och familjen dansflugor. Inga underarter finns listade i Catalogue of Life.